# Nyarlathotep
Nyarlathotep, även kallad "Det krälande kaos" (The Crawling Chaos), är en fiktiv gudalik varelse samt namnet på en kort fantasynovell, skapade av H. P. Lovecraft.
Nyarlathotep tillhör de yttre gudarna (Outer Gods) i Cthulhu-mytologin. Han skiljer sig från många av de andra varelserna i mytologin. De flesta av dem lever isolerade på stjärnor, som Yog-Sothoth och Hastur, eller sover drömmande som Cthulhu. Nyarlathotep är istället aktiv och vandrar på jorden i en människas förklädnad, och ofta då som en lång, mager och gladlynt man. De flesta gudarna har egna sekter och kulter tillägnade dem, men Nyarlathotep verkar istället ta hand om dem och deras angelägenheter när de är borta. Många av dem talar utomjordiska språk, Nyarlathotep använder mänskliga språk och kan lätt misstas för en vanlig människa. Flertalet av gudarna är mäktiga men meningslösa varelser, Nyarlathotep använder sig av bedrägeri, manipulation och till och med propaganda för att uppnå sina mål. På grund av detta är han nog den mest människolika av de yttre gudarna.
Nyarlathotep utför de yttre gudarnas vilja och är deras budbärare, hjärta och själ. Han är även Azathoths tjänare och uppfyller demonsultanens önskningar utan fördröjningar. Till skillnad från de andra yttre gudarna är det viktigare och mer njutningsfullt för Nyarlathotep att åsamka galenskap än död och förstörelse.
Nyarlathotep beskrivs i Lovecrafts berättelse med samma namn som varelsen själv, "Nyarlathotep" (1920). Varelsen omtalas även i novellerna "Sökandet efter det drömda Kadath" (1943), "Drömmarna i Häxhuset" (1933) och "Jägaren i mörkret" (1936).
Den korta novellen "Nyarlathotep" skrevs av Lovecraft 1920 och publicerades samma år i tidningen The United Amateur. En svensk översättning gjordes 1973 av Sam J. Lundwall och publicerades i samlingsvolymen "Skräckens labyrinter". Anders Fagers romaner "Jag såg henne i dag i receptionen", "En man av Stil och Smak" och "Krig! Barn!" handlar om Nyarlathoteps inkarnation "Den Viskande Mannen" och dennes relation till häxan Cornelia Karlsson. 

## Nyarlathoteps former
Nyarlathotep antar flera olika former (som vissa källor kallar "masker", vilka han har flera tusen av), och är således känd under flera inkarnationer:
- Ahtu - En gigantisk hög av slemmig materia ur vilken flera gyllene tentakler sticker ut. Denna form är karaktäristisk för Kongo-Kinshasa.
- Odjuret (The Beast)
- Den svarta demonen (The Black Demon) - En svartpälsat, ving- och nosprytt monster, som inte tål solljus.
- Det svarta lejonet (The Black Lion) - Egyptens förstörare (Destroyer of Egypt)
- Den svarta mannen (The Black Man) - I häxlegender är Den svarta mannen varelsen som slöt pakt mellan djävulen och häxor, i Cthulhu-mytologin är det Nyarlathotep som fyller den här rollen. (Notera att svart inte syftar på hudfärg.)
- Den svarta vinden (The Black Wind)
- Den uppsvällda kvinnan (The Bloated Woman) - En ofantligt tjock kvinna med fem munnar och flera tentakler. Denna form är karaktäristisk för Kina.
- Det krälande kaos (The Crawling Chaos)
- Den mörka demonen (The Dark Demon) - En större och slugare version av Den svarta demonen.
- Den mörka faraon (The Dark Pharaoh) - En hårlös man med dött svart skinn och hovar istället för fötter. Denna form är karaktäristisk för Egypten. Denna form och de föregående två verkar vara variationer av samma mask.
- Hatets figur (The Effigy of Hate)
- Sfinxen utan ansikte (The Faceless Sphinx)
- Knivarnas fader (The Father of Knives)
- Gräshoppornas fader (The Father of Locusts), även kallad Pestens anförare (Bringer of Pests) - En hord av stora, spottande, övernaturliga gräshoppor.
- Den svävande fasan (The Floating Horror)
- Den blodiga tungans gud (The God of the Bloody Tongue) - En varelse, stor som ett hus, som påminner om en humanoid som har tre ben och jättelika kloförsedda armar. Dess huvud är en enorm bloddrypande tentakel i vilken en väldig, gapande käft syns då varelsen ylar mot månen.
- Den gröna mannen (The Green Man)
- Jägaren i mörkret (The Haunter of the Dark) - En uppsvälld, fladdermusliknande varelse med ett glödande trefasettöga som verkar kunna döda genom fruktan. Liksom Den svarta demonen tål inte varelsen ljus.
- Mannen med hornen (The Horned Man)
- L'rog'g - Fladdermusguden av L'Gy'Hx (Bat God of L'Gy'Hx). Det har diskuterats om denna verkligen är en av Nyarlathoteps former.
- De äldres budbärare (The Messenger of the Old Ones) - Det framgår inte om detta är en riktig form av Nyarlathotep eller endast en titel.
- Den kungliga lustan (The Royal Pant)
- Herr Skinn (Mr. Skin) - Oskiljaktigt lik en svart amerikansk hallick.
- Narla
- Nyarlatophis, trollkarlen (The Sorceror)
- Skuggans centrum (The Pool of Shadow)
- Set
- Shugoran - En svart människolik varelse som spelar någon form av horn. Denna form dyrkas av Tcho-Tcho-folket i Malaysia.
- Den lilla krälaren (The Small Crawler) - En liten människofigur med fyra armar och tre tentakler istället för ben.
- Stephen Alzis
- Tezcatlipoca - Dyrkad som en gud av Aztekerna och andra mesoamerikanska folk.
- Thoth - Något underlig form eftersom Thoth var en av Sets fiender.
- Den jämrande vridande (The Wailing Writher) - En pelare som består av vridande svarta tentakler och skrikande munnar.
- Den viskande mannen
- Den vita mannen (The White Man)
- Xipe Totec, även kallad Den skinnlösa (The Skinless One) - Ett flått, skinnlöst lik, dyrkad som en gud av Aztekerna.